# Дунайська військова флотилія (СРСР)
Дуна́йська військо́ва флоти́лія — військова флотилія у складі військово-морського флоту Збройних сил СРСР з червня 1940 по 21 листопада 1941 та з 13 квітня 1944 до 1960 року.

## Командування

### Командувачі
- контрадмірал Абрамов М. О. (червень — вересень 1941);
- капітан І рангу, з вересня 1941 контрадмірал Фролов О. С. (вересень — листопад 1941);
- контрадмірал, з вересня 1944 віцеадмірал Горшков С. Г. (квітень — грудень 1944
- контрадмірал Холостяков Г. М. (грудень 1944 — до кінця війни);
- контрадмірал Чурсін С. Є. (1948–1952).